# Monti Aurunci
Monti Aurunci – pasmo górskie w południowym Lacjum w środkowych Włoszech. Stanowią część Antyapeninów, łańcucha Apeninów biegnącego w stronę brzegów Morza Tyrreńskiego, gdzie tworzą przylądek Gaeta. Na północnym zachodzie graniczą z pasmem Monti Ausoni, na północy z doliną rzeki Liri, na wschodzie z Rocca d’Evandro, na południowym wschodzie z doliną rzeki Garigliano, a na południu z Morzem Tyrreńskim. Granica między Monti Aurunci a Monti Ausoni nie została ustalona, lecz uważa się, że Monti Aurunci leżą na wschód od linii Fondi, Lenola, Pico i San Giovanni Incarico. Najwyższym wzniesieniem pasma jest Monte Petrella (1533 m n.p.m.). W górach znajduje się rezerwat przyrody (wł. Parco Naturale dei Monti Aurunci), założony w 1997 roku.
Góry zawdzięczają swą nazwę starożytnemu plemieniu Aurunów, blisko spokrewnionych z Ausonami. Oba plemiona należały do ludów italskich nazywanych przez Rzymian Wolskami; stąd Monti Lepini, Monti Ausoni i Monti Aurunci noszą wspólną nazwę Volsci. Wszystkie trzy mają taką samą karsową budowę, nieco odmienną od budowy głównego pasma Apeninów.

## Zanieczyszczenia radioaktywne
W latach 1959–1963 koncern energetyczny General Electric zbudował Elektrownię Jądrową w nurcie rzeki Garigliano płynącej u podnóży Monti Aurunci; jej wody miały służyć do chłodzenia reaktorów zakładu dostarczającego elektryczności regionowi. Po kilku wypadkach, podczas których do rzeki dostał się radioaktywny gaz, elektrownię w roku 1978 zamknięto, ale nadal służyła za składowisko odpadów nuklearnych. W wyniku powodzi ich część spłynęła do Zatoka Gaeckiej, zanieczyszczając całe środowisko. W jednym z raportów pisano:

Zmiany genetyczne, jakie zaobserwowano podczas badań nad gryzoniami z Piana del Garigliano, okazały się największymi odnotowanymi we Włoszech.

Dodatkowe badania nie potwierdziły powiązań anomaliów budowy czaszek i uzębienia okolicznych gryzoni z elektrownią nuklearną; być może mają one związek z wysoką naturalną radiacją intruzyjną skał wulkanicznych. Wiosną 1944 roku dolina rzeki Garigliano i stoki Monti Aurunci stały się terenem walk pomiędzy wojskami niemieckimi i alianckimi o linię Gustawa.